# هلن کنتور
هلن جی. کنتور (به انگلیسی: Helene J. Kantor) (زاده ۱۹۱۹ - درگذشته ۱۹۹۳) باستان‌شناس آمریکایی بود که در بسیاری از تپه‌های باستانی خوزستان کاوش کرد. او دارای کرسی باستان‌شناسی پیش از تاریخ ایران در موسسه شرق‌شناسی دانشگاه شیکاگو بود.